# 科伯恩城
科伯恩城（英語：Cockburn Town）是英国海外领地土克凱可群島的首府，位于特克斯群岛中最大岛屿大特克岛上:1219。

## 歷史
自 1766 年以來成為群島政府的所在地，科伯恩城是群島上的第一個永久定居點，由抵達特克斯和凱科斯群島的鹽收集者於 1681 年建立。據說這座城市是胡安·龐塞·德萊昂首次登陸該島的地方。它以巴哈馬前總督弗朗西斯·科伯恩 (Francis Cockburn)的名字命名。